# Ogooué-Létili
L'Ogooué-Létili est un département de la province du Haut-Ogooué au Gabon. Sa préfecture est Boumango.